# Санкт-Петербургская улица (Грозный)
Санкт-Петербургская улица (ранее — Интернациональная улица) — улица в городе Грозном.

## Расположение
Улица проходит от улицы Кан-Калика и Цветочного парка, прилегающего к комплексу Грозный-сити, до улицы Миллионщикова и улицы Нурадилова.

## История
Ранее улица носила название Интернациональная. В июне 2015 года в Санкт-Петербурге поставлением губернатора города Георгия Полтавченко одному из мостов было присвоено имя первого президента Чеченской Республики Ахмата Кадырова. В качестве ответного жеста Интернациональная улица была переименована, и 3 августа 2016 года состоялось её торжественное открытие в присутствии Рамзана Кадырова (главы Чеченской Республики, сын Ахмата Кадырова) и Георгия Полтавченко.